# 今日动画
今日动画是中国上海的动画企业，成立于1998年，由张天晓与上影集团共同投资成立。起初，为动画代工企业，曾代工了《木乃伊》、《JK侦探》、《阿平》等法国动画。后来转向做中国原创动画。它参与制作了中法合作动画《马丁的早晨》和《中华小子》，其中《中华小子》在法国戛纳电视节上受到购片商青睐。

## 动画作品
- 马丁的早晨（中法合作）
- 中华小子（中法合作）